# Antonín Šůra
Antonín Šůra (25. srpna 1929 Praha – 30. listopadu 1968 (podle některých zdrojů 30. listopadu 1969 Kanada) byl český herec a bavič, známý především svou rolí anděla Theofila ve filmu Hrátky s čertem.

## Život

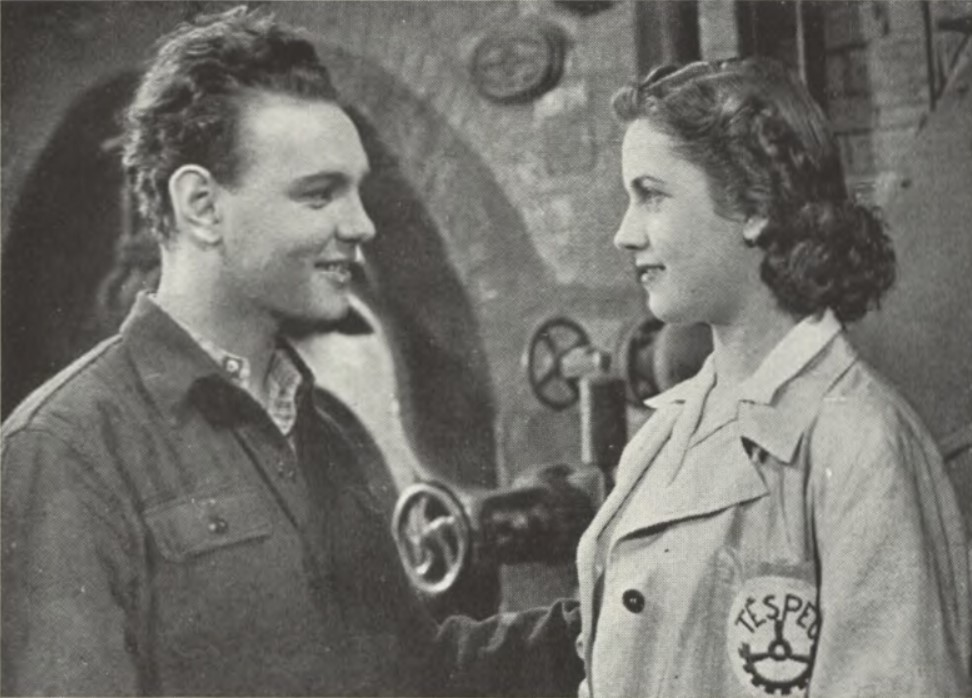
Antonín Šůra a Staňa Seimlová (Racek má zpoždění, 1950)

Původně vyučený malíř-lakýrník v roce 1947 začal hrát jako elév v Národním divadle. V poválečném Československu byl populárním hercem. V divadlech vystřídal řadu angažmá, působil zejména v hudebních divadlech, zejména v Hudebním divadle v Karlíně, v Rokoku či Laterně magice. Objevoval se i na estrádních scénách. Jednalo se o herce s komediálním talentem, který byl od 50. let 20. století až do roku 1968, kdy odjel na angažmá do Las Vegas, velmi obsazovaným hercem. V Las Vegas nebylo jeho angažmá úspěšné a pro jeho vášeň v hazardních hrách musel ve Spojených státech amerických zůstat, protože se dostal do finančních potíží. Aby získal peníze na cestu zpět, našel si práci v partě malířů pokojů. Zemřel při dopravní nehodě na kanadské dálnici v roce 1968 či 1969.

## Filmografie, výběr

### Film
- 1947 Čapkovy povídky
- 1948 Na dobré stopě (chlapec Eda)
- 1948 Křížová trojka (Honza)
- 1949 Rodinné trampoty oficiála Tříšky
- 1949 Němá barikáda (Pepík Hošek, sedmnáctiletý kluk s pancéřovou pěstí)
- 1949 Revoluční rok 1948
- 1950 Racek má zpoždění
- 1952 Plavecký mariáš
- 1954 Jan Hus
- 1956 Hrátky s čertem (boží anděl Theofil)
- 1956 Dědeček automobil
- 1957 Poslušně hlásím (venkovský četník Rampa s tubou)
- 1958 Tenkrát o Vánocích
- 1960 Černá sobota
- 1961 Noční host
- 1963 Bylo nás deset
- 1964 Kdyby tisíc klarinetů
- 1967 Konec agenta W4C prostřednictvím psa pana Foustky

### Televize
- 1960 Robot Emil (TV-seriál, hlavní role: mechanik Karel)
- 1962 Klíč
- 1967 Šlechetný kovboj Sandy

## Inspirace v umění
- Zájezdem do Las Vegas v roce 1968 a smrtí Antonína Šůry byla inspirována inscenace Divadla Na zábradlí Bůh v Las Vegas.[3]